# Dovania dargei
Dovania dargei is een vlinder uit de familie pijlstaarten (Sphingidae). De wetenschappelijke naam van deze soort is voor het eerst geldig gepubliceerd in 2000 door Pierre.
De soort komt voor in het Afrotropisch gebied.